# Темирсултанов, Саид Салуевич
Саид Салуевич Темирсултанов (7 марта 1969 года, селение Гвардейское, Надтеречный район, Чечено-Ингушская АССР) — чеченский композитор, поэт, писатель. Выходец из чеченского тайпа энгеной.

## Биография

### Детство и юность
Родился 7 марта 1969 года в с. Гвардейское (чеч. Iелин-Юрт) Надтеречного района Чечено-Ингушской АССР. В семье было трое детей: помимо Саида, брат Руслан и сестра Халимат.
Жена — Зарема Бурсакова. Пара имеет четырёх сыновей и дочь.
Отец — Салу Джунидович Темирсултанов (1941—2019 гг.) в своё время обучался в Серноводском техникуме, по окончании которого отучился ещё и в сельскохозяйственном институте в г. Орджоникидзе (ныне Владикавказ). Трудился преимущественно в сфере виноградарства, пройдя свой пусть от бригадира до директора совхоза. Мать — Марьям Алиевна Темирсултанова (урождённая Сатуева), 1949 года рождения, родившаяся в Казахстане в период депортации, является школьным педагогом и несколько десятилетий проработала преподавателем начальных классов. За многолетний труд в сфере образования отмечена наградами федерального масштаба.

### Карьера
По словам самого Темирсултанова, самый первый свой вокальный и музыкальный опыт он получил, благодаря своей матери, на уроках пения и в составе детского хора. Также увлечением стали занятия вольной борьбой, которые совмещались с пристрастиями к музыке. К спорту ребёнка пристрастил родной отец, который, по словам Темирсултанова, являлся главным его болельщиком и всегда переживал за спортивные достижения сына.
На 1974—1985 годы пришёлся школьный период, И по окончании Гвардейской средней школы № 1 Темирсултанов по настоянию матери сделал попытку поступить на математический факультет, однако был рад, что ему не удалось пройти по конкурсу, так как этот предмет отнюдь не был его сильной стороной. Со второй попытки, в 1986 году, поступил в вуз, став студентом заочного отделения спортивного факультета Чечено-Ингушского педагогического института (сокращённо ЧИГПИ), обучение в котором проистекало с интервалами из-за службы в рядах Советской армии и спортивной карьеры.
В 1993 году Темирсултанов получил диплом об окончании вуза, который, по его словам, позволил полноценно работать в ГСШ учителем физкультуры и тренером в детско-юношеской спортивной школе (ДЮСШ). А в 2000 году Темирсултанов работал в качестве председателя спортивной школы Надтеречного района Чеченской Республики. (Будучи ещё студентом заочного отделения, С. С. Темирсултанов работал учителем по физической культуре в родной школе в с. Гвардейское).
В декабре 1989 года, со второго курса юноша призвался в ряды Советской армии, а спустя три месяца был переведён в ЦСКА. Продолжая службу в Москве, Темирсултанов всего себя посвящал занятиям вольной борьбой и имеет в своём активе высокие достижения, так как он стал чемпионом Московского военного округа; далее ему сопутствовал успех в зональном первенстве России; затем было чемпионское звание всероссийского масштаба. После армии, в 1991 году, Темирсултанов принял участие в состязаниях в г. Гори (Грузинская ССР), где одержал победу во всесоюзном турнире, посвящённом памяти В. Г. Рубашвили. Этот этап биографии молодого спортсмена совпал с распадом СССР.
В течение всей личной спортивной карьеры Темирсултанов выигрывал в разных состязаниях в рамках родной республики и в ряде всесоюзных, всероссийских турниров, проходивших в различных городах СССР, и всюду брал призовые места. Одна из самых первых побед пришла к нему на турнире имени Гучигова в Урус-Мартане, где он сперва занял третье место, но потом, будучи учеником старших классов, стал первым. Третьего места также он добился на турнире имени Героя СССР Малиновского в Одессе. Принимал участие в чемпионате России среди спортивных обществ. Несмотря на то, что спорту отданы самые лучшие молодые годы, в целом свою спортивную карьеру Темирсултанов не считает в полной мере состоявшейся, так как в ней нет достижений, сделанных на Олимпиадах и чемпионатах Европы или мира.
На фоне бурно меняющихся событий в 1990-е годы не было особого стимула для активной созидательной работы в сфере спорта, и из-за нестабильной ситуации в 2000 году Темирсултанов вместе с супругой и детьми выехал за границу.
Однако, несмотря на относительно долгий период пребывания за рубежом, он не считает Францию постоянным своим пристанищем, из-за внутреннего «голоса Родины». Он использует любой удобный момент, чтобы приезжать в Чечню на побывку. Он постоянно работает как физически, так и умственно, посвящая немалую часть свободного времени работе над новыми музыкальными композициями. Помимо подборки музыкальных аккордов он ещё сочинил трогательные тексты на чеченском языке ко многим своим песням.
Темирсултанов признаёт себя мелодистом и не особо приветствует, когда его называют композитором, так как считает чересчур громким для себя такое определение. Тем не менее в одном из своих интервью он говорит следующее: «Точного подсчёта я не проводил, но почему-то испытываю внутреннюю уверенность в том, что в общем объёме этих произведений набирается где-то около сотни — именно тех песен, которые имеются или имелись в репертуарах деятелей нашей культуры и исполнителей из Дагестана, не говоря о некоторых наших земляках, проживающих и осуществляющих свой творческий путь за рубежом».
В течение многих лет Темирсултанов сотрудничает с Чеченской Государственной филармонией имени Аднана Шахбулатова. В перечень наиболее известных его композиций входят следующие песни:
— «Дада» («Отец») в исполнении заслуженной артистки Чеченской Республики Ларисы Садулаевой;
— «Виеза саӉ йиш йоцу виезар» в исполнении народной артистки Чеченской Республики Тамары Дадашевой;
— «Хьоме везар» и «НохчийӉ йоI» («Чеченская девушка») из репертуара народной артистки Чеченской Республики Элины Муртазовой;
— «Нана» («Мама») в исполнении заслуженной артистки Чеченской Республики Миланы Эдильсултановой;
— «Даймохк» («Отчизна») в исполнении солиста республиканской филармонии Абдурахьмана Беталгириева;
— песни «Гергара хила» («Стань близкой») и «Дижийта гIаьттина дов» («Позволь улечься ссоре»), наравне с несколькими другими произведениями за авторством С. С. Темирсултанова, стали известны, благодаря исполнительскому таланту ныне покойного заслуженного артиста Чеченской Республики Рустама Чекуева;
— «ВогIу со» («Я иду») в исполнении Руслана Ибрагимова нашумела в республиканских хит-парадах;
— «Бакъ йолу нохчийӉ йоI» («Истинная чеченская девушка») также презентована Русланом Ибрагимовым;
— «Дашуо Малх» («Золотое Солнце») в исполнении Зули Хусиевой также обрела широкую известность;
— «Сан дегаӉ лаам» исполнена Зарой Хайдаровой;
— «Висахь саӉ дахарехь» значится в репертуаре Таисы Парсановой;
В перечне исполнителей композиций Саида Темирсултанова есть ещё и такие имена и фамилии, как Мурад Байкаев, Майрбек Хайдаров, Айна Исаева, Алиса Супронова и другие.
В марте 2022 года Исполком «Всемирного конгресса чеченского народа» обратился к Мировому Артийскому комитету с ходатайством о присуждении «Золотого микрофона» Саиду Темирсултанову, чьи творческие достижения удостоены вниманием внутри самой Чеченской Республики. Так, помимо спортивных медалей и кубков, в активе мелодиста-композитора имеются почётные грамоты за достижения в творческой сфере, по большей части от министерства культуры Чеченской Республики. Его музыкальные произведения неоднократно номинировались и становились победителями республиканских конкурсов «ДАХАРАӉ ИЛЛИ» и «НАЦИОНАЛЬНАЯ ПЯТЁРКА». А в 2019 году С. С. Темирсултанов получил благодарственное письмо Главы Чеченской Республики, Героя России Р. А. Кадырова «за большой вклад в развитие культуры и искусства Чеченской Республики, высокое профессиональное мастерство».
Исполком Всемирного конгресса чеченского народа обратился в адрес Мирового Артийского комитета с ходатайством о присуждении Темирсултанову премии «Золотой микрофон».

## Награды
В активе Темирсултанова имеются почётные грамоты, по большей части от министерства культуры Чеченской Республики. В основном, подобным знакам внимания удостоился из-за авторства над теми или иными композициями. В частности, песни неоднократно становились победителями конкурса «ДАХАРАН ИЛЛИ». В активе имеется благодарственное письмо Главы Чеченской Республики, Героя России Р. А. Кадырова «за большой вклад в развитие культуры и искусства Чеченской Республики, высокий профессиональное мастерство» 2019 года.